# Sam Porto
Sam Porto (* 25. August 1995 in Brasília) ist ein brasilianischer Tätowierer und Model. Er war der erste Transmann mit einem Auftritt auf dem Laufsteg der São Paulo Fashion Week.
Er war Model bei Modenschauen von Ellus und Cavalera und in Moderedaktionen für Magazine wie Marie Claire zu abgebildet sowie auf Titelseiten großer brasilianischer Modemagazine. Er wirkte an der Unterwäschekampagne „Proud My Calvins“ für Calvin Klein mit. Sam Porto erreichte damit internationales Aufsehen und wurde in der Washington Post besprochen. Sam Porto gehört zur Besetzung von Way Model.

## Biographie
Sam Porto wurde 1995 in Brasília geboren. Er debütierte 2019 als Model und war der erste Transmann, der den Laufsteg der São Paulo Fashion Week (SPFW) betrat. Er kniete auf dem Laufsteg nieder und bat um Respekt für Transsexuelle. Auf seinem Bauch stand „Trans-Respekt“ geschrieben. Das Model posierte auch für Mario Testino, für ÁLG von Alexandre Herchcovitch, war auf dem Cover der Vogue zu sehen, Sie lief für Ellus und Cavalera über den Laufsteg und war in Moderedaktionen für Publikationen wie Marie Claire zu sehen. Sam Portos Auftritt erregte internationale Aufmerksamkeit und er wurde in der Washington Post veröffentlicht. Sam gehört zur Besetzung von Way Model und ist Teil von ROCK MGT.
Sam Porto zierte die Titelseiten großer brasilianischer Modemagazine. Er nahm an der Unterwäschekampagne „Proud My Calvins“ für Calvin Klein teil.
Nachdem auf Instagram ein Foto von Bianca Andrade aufgetaucht war, auf dem sie Sam Porto für eine Werbekampagne küsst, kamen Gerüchte auf, dass die beiden seit November 2022 eine Beziehung hätten. Bianca dementierte das Gerücht bei TV Fama und sagte den Zuschauern, es handele sich lediglich um eine professionelle Aufnahme.